# Križ na Gradini u Kreševu
Križ na brdu Gradini na Kreševu Brdu je monumentalni križ u Hrvatskoj.

## Povijest
Zamisao zaizgradnju velikog križa na završetku križnog puta na brdu Gradini dobio je ondašnji mjesni župnik don Većeslav Šupuk. Zamisao mu je došla jerje ovo brdo mnogo sličilo na jeruzalemsko brdo Golgotu, a povijesno jer je to bilo graničnim područjem bivše Poljičke republike i Otomanskog Carstva, ilirske nekropole; izgradnjom križa ovaj bi kraj postao kulturno i vjersko središte Zagore.  A glavni razlog izgradnje zbog kojeg je podigao križ jest taj što je Europska unija izbacila križ iz svog ustava; tako je križ izgrađen baš tu "da ta ista Europa, koje će sutra putovati autocestom prema jugu vidi da se ovaj puk nikada neće odreći križa, simbola našega spasenja na kojem je umro onaj koji je spasio ovaj svijet."

## Osobine
Križ je na kraju 1000 metara dugog Križnog puta u Kreševu. Blagoslovljen je 14. kolovoza 2005. godine. Križni put počinje sjeverno od župnog dvora do na vrh brda Gradine. Križ je na vrhu, a desetak metara dalje je ilirska gomila.
Križ od je visine 30-ak metara. Sazdan je od armiranog betona. U križ je ugrađeno 25 tona željeza i preko 350 kubika betona. Duž križnog puta je 14 kamenih kapelica od mosorskog kamena dolita s reljefima Križnog puta, a na platou sa sjeverne strane monumentalnog raspela oltar koji je mjesto održavanja svetih misa za većih vjerskih događanja (projekt Petra Babića), vidljivim s autoceste kralja Tomislava, 2005.

Monumentalni je križ najviši u Hrvata.

## Vanjske poveznice
- Sandra Barčot: Križni put Omiškog dekanata na brdu Gradina u Katunima  Arhivirana inačica izvorne stranice od 31. prosinca 2018. (Wayback Machine), Slobodna Dalmacija, 8. ožujka 2016.

- Križni put Omiškog dekanata na brdu Gradina u Katunima  Arhivirana inačica izvorne stranice od 31. prosinca 2018. (Wayback Machine) Fotografija Tom Dubravec, Slobodna Dalmacija, 8. ožujka 2016.